# Are You a Rebel?
Are You a Rebel? – pierwszy studyjny album polskiej grupy Acid Drinkers. Został nagrany w ciągu 13 dni w poznańskim studio „Giełda”. Realizatorem nagrań był Piotr Madziar. Muzyka na płycie cechuje się wielką energią i spontanicznością, pełna jest niespodziewanych zmian tempa i niecodziennych solówek.
Pierwszy utwór na płycie – „Del Rocca”, jest jednym z najstarszych z repertuaru Acid Drinkers. Tekst Titusa opowiada o kumplu z wojska. Najbardziej znane piosenki z tego albumu, grane po dziś dzień na koncertach, to „Barmy Army” i „I Fuck the Violence”. Płyta zawiera również typową dla zespołu dawkę humoru, którą prezentuje utwór „Woman With the Dirty Feet” – „o panience, która wparowała na imprezę z brudnymi nogami” – jak wyjaśnia Titus.
Are You a Rebel? wydano 9 września 1990 roku nakładem angielskiej wytwórni Under One Flag. W Polsce płyta ukazała się dopiero w kwietniu 1991 roku nakładem Polskich Nagrań. Po wydaniu angielskim zespół miał pojechać w trasę koncertową po Europie z Dark Angel i Forbidden, tournée zostało jednak odwołane.
Piosenka „I Mean Acid” znalazła się na składance Speed Kills 5, obok utworów takich wykonawców jak: Exploited, Venom i Death. 
Pierwsza seria płyt i kaset wydawnictwa Polskie Nagrania została wydana z błędem. Na okładce widniał napis „Are You Rebel?”. Dość szybko poprawiono błąd i wypuszczono poprawną partię. Are You a Rebel? była pierwszą płytą polskiego zespołu metalowego wydana na płycie kompaktowej.
Wydawnictwo zajęło 7. miejsce w plebiscycie „najlepsza płyta w historii polskiego metalu” przeprowadzonym przez czasopismo Machina.

## Lista utworów
Opracowano na podstawie materiału źródłowego. Wszystkie teksty i kompozycje autorstwa zespołu Acid Drinkers, poza wyszczególnionymi wyjątkami.
| Nr  | Tytuł utworu                               | Długość |
| --- | ------------------------------------------ | ------- |
| 1.  | „Del Rocca”                                | 2:54    |
| 2.  | „Barmy Army”                               | 5:23    |
| 3.  | „I Mean Acid / Do Ya Like It ?”            | 4:41    |
| 4.  | „Waitin' 4 The Hair”                       | 3:37    |
| 5.  | „L.O.V.E. Machine”                         | 2:36    |
| 6.  | „I F... The Violence (I'm Sure I'm Right)” | 2:44    |
| 7.  | „I Am The Mystic”                          | 3:20    |
| 8.  | „Woman With The Dirty Feet”                | 2:47    |
| 9.  | „Megalopolis”                              | 4:24    |
| 10. | „Nagasaki Baby”                            | 4:44    |
| 11. | „Moshin' In The Nite”                      | 3:28    |
| 12. | „Mike Cwel”                                | 2:05    |
|     |                                            | 42:43   |

| Wydanie z 2008 roku i późniejsze – bonusowe utwory | Wydanie z 2008 roku i późniejsze – bonusowe utwory | Wydanie z 2008 roku i późniejsze – bonusowe utwory | Wydanie z 2008 roku i późniejsze – bonusowe utwory | Wydanie z 2008 roku i późniejsze – bonusowe utwory |
| Nr                                                 | Tytuł utworu                                       | Tekst                                              | Muzyka                                             | Długość                                            |
| -------------------------------------------------- | -------------------------------------------------- | -------------------------------------------------- | -------------------------------------------------- | -------------------------------------------------- |
| 1.                                                 | „Fuck Me” (live, cover Kiss)                       |                                                    | Ace Frehley                                        | 3:55                                               |
| 2.                                                 | „Del Rocca” (demo)                                 |                                                    |                                                    | 2:49                                               |
| 3.                                                 | „Nagasaki Baby” (demo)                             |                                                    |                                                    | 4:29                                               |
| 4.                                                 | „I Mean Acid / Do Ya Like It ?” (demo)             |                                                    |                                                    | 4:46                                               |
| 5.                                                 | „Running With The Devil” (live, cover Van Halen)   | Van Halen                                          | Van Halen                                          | 2:39                                               |
| 6.                                                 | „Konsument” (live, cover Kultu)                    | Kazik Staszewski                                   |                                                    | 2:30                                               |
| 7.                                                 | „Ok, I Feel All Right” (live)                      |                                                    |                                                    | 1:46                                               |
| 8.                                                 | „3 Wojna” (live, Los Desperados)                   |                                                    |                                                    | 4:04                                               |
|                                                    |                                                    |                                                    |                                                    | 26:58                                              |

## Twórcy
Opracowano na podstawie materiału źródłowego.
| Zespół Acid Drinkers w składzie - Tomasz „Titus” Pukacki – wokal, gitara basowa - Robert „Litza” Friedrich – gitara, wokal (7) - Dariusz „Popcorn” Popowicz – gitara - Maciej „Mangood” Starosta – perkusja | Inni muzycy - Piotr „Kompas” Piechocki – wokal (8) | Dodatkowy personel - Piotr Madziar – realizacja nagrań - Jerzy Kurczak – opracowanie graficzne |